# 2881 Meiden
2881 Meiden este un asteroid din centura principală, descoperit pe 12 ianuarie 1983 de Brian Skiff.